# 漢諾威鎮區 (內布拉斯加州亞當斯縣)
漢諾威鎮區（英語：Hanover Township）是位於美國內布拉斯加州亞當斯縣的一個行政鎮區。

## 地方資料
漢諾威鎮區的面積為85.95平方千米，皆為陸地。根據2020年美國人口普查的數據，當地共有人口155人，而人口密度為每平方千米1.8人。